# Ужин в четыре руки
«Ужин в четыре руки» — российский телевизионный художественный фильм 1999 года по пьесе Пауля Барца (нем. Paul Barz) «Возможная встреча» (нем. Mögliche Begegnung). Сценарист и режиссёр — Михаил Козаков.

## Сюжет
Лейпциг, 1747 год. Георг Фридрих Гендель приглашает своего ровесника Иоганна Себастьяна Баха на обед в гостиницу. Агрессивный настрой первых минут встречи перерастает во взаимопонимание двух стареющих и слепнущих композиторов…

## В ролях
- Михаил Козаков — Георг Фридрих Гендель
- Евгений Стеблов — Иоганн Себастьян Бах
- Анатолий Грачёв — Иоганн Кристоф Шмидт

## Награды
- ТЭФИ-2000 в номинации «Телевизионный художественный игровой фильм»[1][2].

## Факты
- В реальной жизни Георг Фридрих Гендель из Галле, что в 50 км от Лейпцига, никогда не встречался с Бахом, хотя Бах дважды в жизни пытался с ним встретиться — в 1719 и 1729 годах.